# Universal Buenos Aires
Universal – argentyński klub piłkarski z siedzibą w mieście Buenos Aires.

## Historia
W 1922 roku część klubu CA Platense wzięła udział w mistrzostwach pierwszej ligi organizowanych przez federację Asociación Argentina de Football pod nazwą Platense II, podczas gdy sam klub Platense grał w pierwszej lidze organizowanej przez konkurencyjną federację Asociación Amateurs de Football. Klub Platense II zajął ostatnie 17 miejsce.
W 1923 roku klub już pod nową nazwą Retiro zajął w lidze 15 miejsce, a w 1924 roku 13 miejsce. W 1925 klub w trakcie sezonu zmienił nazwę na Universal, zajmując w lidze 17 miejsce. W 1926 roku klub zajął 13 miejsce. W 1927 doszło do połączenia konkurencyjnych federacji - klub Universal nie uzyskał prawa gry w połączonej lidze. Nigdy już nie zdołał awansować do najwyższej ligi Argentyny.
W ciągu 5 sezonów spędzonych w pierwszej lidze klub rozegrał 102 mecze, z których 26 wygrał, 30 zremisował i 46 przegrał, uzyskując 82 punkty. Klub zdobył 87 bramek i stracił 147 bramek.